# Dassault Étendard II
Dassault Étendard II je bio prototip francuskog lovca-bombardera.

## Razvoj
U prosincu 1953. francusko ministarstvo obrane i ratno zrakoplovstvo pokrenuli su razvoj novog lovca-presretača namijenjenog obrani francuskog zračnog prostora. Na natječaj su se javili Breguet s Br.1100 i Dassault s Mystere XXII. Za oba su aviona namijenili turbomlazne motore Turbomeca Gabizo potiska 18,4 kN. Nedostatak potiska trebao je biti uklonjen ugradnjom dva motora.

U travnju 1954. NATO savez je objavio natječaj za razvoj Light Weight Tactical Strike Fightera (LWTSF), koji je trebao postati standardni lovac-bombarder zapadnoeuropskih država. Glavna zadaća LWTSF-a trebala je biti zaštita zračnog prostora europskih članica NATO saveza, posebice zrakoplovnih baza od napada sovjetskih bombardera s nuklearnim bombama u prvim satima sukoba. Uz to LWTSF je trebao imati mogućnost djelovanja i s oštećenih poletno-sletnih staza, te uništavati sovjetske i istočnoeuropske snage u zraku i na kopnu.

## Opis
Mystere XXII je preimenovan u Etendard II neposredno prije svog prvog leta 23. srpnja 1956. Nastao je kombinacijom trupa preuzetog s projekta MD-550 (Mystere-Delta ili Mirage I) na koji su postavljena strelasta krila pod kutom od 45 stupnjeva, koja su uporabljena na Super Mystere B2. Narudžbu za dva prototipa Dassault je dobio u studenom 1954.

Iako je prvobitno planirano da se Mystere XXII opremi s dva motora SNECMA R-105, prvi je prototip dobio dva Turbomeca Gabizo motora. Zanimljivo je da je na izričit zahtjev francuskog ratnog zrakoplovstva opremljen s dva topa kalibra 30 mm te unutartrupnim spremnikom za vođene projektile zrak-zrak Matra.
Zbog slabih motora očekivalo se da Etendard II probije zvučni zid samo u blagom poniranju, a 10 000 metara je trebao dostizao za šest minuta. Nakon nešto više od četrdeset probnih letova postalo je jasno da je konstrukcija aviona sposobnija za znatno veće dosege nego što su to omogućavali (pre)slabi motori. Zvučni zid nikad nije probijen, čak ni pri oštrijem poniranju. Za dostizanje 10 000 metara trebalo mu je čak 12 minuta. Zbog toga je razvoj Etendarda II zaustavljen u studenom 1956., i prije nego što je dovršen drugi prototip.
Još prije okončanja razvoja, za Etendard II se zainteresirala francuska ratna mornarica, koja je hitno trebala palubni borbeni avion. Unatoč lošim letnim odlikama u srpnju 1956. razmatrali su mogućnost narudžbe trećeg prototipa, prilagođenog djelovanju s nosača zrakoplova. 